# Hainania trichosperma
Hainania  es un género monotípico de plantas con flores  perteneciente a la familia de las  Malvaceae. Su única especie:  Hainania trichosperma Merr., es originaria del Sudeste de Asia. 

## Taxonomía
Hainania trichosperma fue descrita por Elmer Drew Merrill y publicado en Lingnan Science Journal  14(1): 36–37, f. 12. 1935.